# Necromunda
Necromunda es un juego de guerra con miniaturas de escaramuzas ambientado en el universo de Warhammer 40.000, publicado por la empresa multinacional británica Games Workshop, que se desarrolla sobre todo en la Subcolmena (las zonas más deprimidas y contaminadas) de la ciudad colmena Primus (una suerte de arcología distópica de decenas de kilómetros de altura y profundidad) del planeta Necromunda, en el que bandas de pandilleros y criminales pelean entre sí por territorios y recursos. 
Originalmente usaba un sistema de juego basado en la segunda edición de Warhammer 40.000 (la que estaba vigente en la época en la que se lanzó la primera edición del juego, 1995) pero mediante un sistema de "escaramuzas", es decir, en una escala menor usando solo un pequeño número de miniaturas por bando. 
El equivalente de Necromunda en el universo Warhammer Fantasy Battles es Mordheim. En el año 2017 se lanzó una nueva edición que avanza la historia del juego y moderniza el sistema de juego, que, si bien vuelve a estar basado en el sistema de Warhammer 40.000 (esta vez la 8ª edición) introduce muchos cambios que los hacen incompatibles entre sí.
Al igual que Warhammer 40.000, Necromunda utiliza miniaturas de 30mm (aproximadamente escala 1:56) aunque a una escala de combate mucho menor y dándole mucho mayor protagonismo a la verticalidad del terreno de juego (siendo muy habituales los varios pisos de altura con pasarelas interconectándolos).

## Historia
A principios de los años 90, previamente a que Necromunda fuera publicado como tal, Games Workshop dentro de su revista mensual White Dwarf publicó una serie de reglas que denominó Confrontation (no confundir con el juego Confrontation publicado por la empresa francesa Rackham).
Necromunda como tal fue publicado por Games Workshop en 1995. En el año 1996 se publicó el suplemento Outlanders. Tanto el juego como el suplemento fueron publicados en español por Games Workshop como Necromunda y Desterrados respectivamente.
Además de estos suplementos se publicó en inglés desde enero de 1999 hasta agosto de 2000, seis números de una revista llamada Gang War, desde octubre de 2000 se publicó Necromunda Magazine, el primer volumen constó de doce números y el segundo de tres. Todo el material publicado en estas revistas era de carácter experimental.
Luego continuó durante algún tiempo publicando en la versión en inglés del sitio un e-zine llamado Fanatic Online que no ha sido recopilado ni considerado oficial.
Debido a que se fueron publicado sucesivas ediciones de Warhammer 40.000 el juego se fue quedando un poco estancado en cuanto a reglas por lo que Games Workshop distribuyó en el año 2003 desde su sitio web una actualización a las reglas llamada Necromunda: Underhive traducida en España como Necromunda: Submundo (parte de las reglas de bandas solo se encuentra en inglés). Dichas reglas han permanecido inalterables desde entonces, hasta la aparición de la edición de Necromunda Underhive en 2017.

## Trasfondo
La acción se emplaza en Warhammer 40.000, el universo creado por Games Workshop ambientado en un futuro lejano. En concreto, en la Colmena Primus, ubicada en el planeta Necromunda. 
En ese planeta, la población se sitúa en las grandes colmenas. Una colmena es una ciudad que se ha ido construyendo capa sobre capa durante miles de años hasta alcanzar varios kilómetros de altura por encima de la superficie. La colmena se divide en base de la colmena, submundo, ciudad colmena y cúspide.
- La base de la colmena está formada por restos de civilizaciones anteriores reducidas a escombros y residuos tóxicos que van cayendo de los niveles superiores formandoun gigantesco lago radiactivo. Solo las abominaciones son capaces de sobrevivir en ese entorno.
- Por encima de esta base se encuentra el submundo. En el submundo reina la anarquía. El robo, el asesinato y la violencia son el modo de vida. A lo largo de los tiempos, la contaminación ha ido transformándose, perdiendo sus propiedades tóxicas y transfigurándose en productos valiosos (nuevos compuestos, piedras preciosas, yacimientos de minerales, etc.). Por todo ello diversas facciones se atreven a adentrarse en él para conseguirlas enfrentándose a cualquier peligro que pueda aparecer, con vistas a mejorar en la escala social y abandonar la pobreza. Otros productos de valor son los hongos que aparecen combinando contaminación y humedad. También existen, aunque en menor grado, productos tecnológicos de civilizaciones olvidadas que tienen gran valor en el mercado.
- Por encima del submundo se encuentra la ciudad colmena. Aunque no existe separación física, el límite lo marca la dificultad para vivir. En las ciudades colmena rige el código social de las casas. Cada una de las seis casas rige una zona de la colmena, y los habitantes de esta están obligados a trabajar en las factorías del gremio. Esta zona ocupa unos 4 kilómetros de altura y es un amasijo de hierros a través de los cuales no pasan los rayos del sol. Cuanto más se desciende más inhabitable se hace el medio ambiente.
- Por encima de la ciudad colmena se encuentra un muro de adamantio vigilado que separa la parte superior de la colmena, denominada cúspide, de la ciudad colmena.
- La cúspide mide unos seis kilómetros de alto. En ella habitan las siete casas nobles. En el primer tramo viven las grandes corporaciones de comerciantes, financieros, etc. y en la parte superior viven los gobernantes de la colmena. La ciudad acaba en una torre que brilla con luz y majestuosidad, con grandes espacios abiertos, luz y aire puros.

La colmena más importante de Necromunda es la Colmena Primus, la primera que se estableció en el planeta. En ella habita Lord Gerontius Helmawr, adepto del Imperio de la Humanidad y Guardián de Necromunda en el Sagrado Nombre del Emperador, que gobierna todo Necromunda.

## Sistema de juego
Necromunda es un juego para dos o más jugadores. Cada jugador controla una banda compuesta por un grupo de guerreros (líder, pandilleros, pesados y novatos) que combaten como una unidad táctica. Dicha banda evoluciona conforme avanzan las partidas, sus miembros ganan experiencia y mejoran (o empeoran) sus atributos, equipamiento y habilidades. 
Cada tipo de banda tiene sus ventajas e inconvenientes. Esto se refleja de distinta manera en el juego como por ejemplo, habilidades especiales, coste, terrenos ocupados, etc.
Normalmente se suele jugar mediante un sistema de campañas con una evolución "viva" como si se tratara de un juego de rol, donde unas partidas influyen en las siguientes.

## Bandas
Games Workshop ha publicado infinidad de bandas y siempre ha animado a los jugadores a que hagan las suyas propias, pese a ello, solo se consideran oficiales las siguientes:
- Casa Orlock. Son también conocidos como la Casa del Hierro porque sus miembros se dedican a explorar pozos de hierro buscando el mineral para sus industrias. Son enemigos de la Casa Delaque debido a que ambas proveen a las casas nobles. Viven en la ciudad colmena.
- Casa Goliath. Viven en las zonas más contaminadas de la Ciudad Colmena por lo que sus cuerpos han desarrollado una naturaleza robusta con protección frente a contaminantes. Para ellos la fuerza física es lo más importante, por ello las demás casas los desprecian por considerarlos salvajes e incultos.
- Casa Escher. Está compuesta casi exclusivamente por mujeres, desprecian en general a los hombres, sobre todo a la Casa Goliath de la que son enemigos acérrimos. Viven en la ciudad colmena.
- Casa Van Saar. Son expertos en la fabricación de tecnología, proveen de estos artículos a las casas nobles lo que les hace ser los más ricos de las seis casas. Viven en la ciudad colmena.
- Casa Delaque. Son espías que suministran información a las casas nobles, por lo que levantan sospechas en las demás casas y frecuentemente tienen rencillas con ellos. Tienen intolerancia a la luz así que siempre intentan protegerse de ella mediante visores y sus territorios se encuentran en la penumbra. Viven en la ciudad colmena.
- Casa Cawdor. Son también conocidos como la Casa de la Redención por estar influidos todos los pertenecientes a esta casa por los Redencionistas. Su religión les prohíbe enseñar su cara en público por lo tanto van protegidos por máscaras. Consideran herejes a todo aquel que no profesa su religión lo que les lleva a estar enemistados con las demás casas. Viven en la ciudad colmena.
- Fuerzas Arbites. Son la ley en el submundo, están equipados con sofisticadas armas, son temidos y odiados por partes iguales por los habitantes del submundo. Su organización es parecida a los Adeptus Arbites, mientras que aquellos imponen la ley imperial a nivel galáctico, estos lo hacen a nivel de la colmena. Viven en la ciudad colmena.
- Pieles Rata. Son los habitantes originales del submundo, son pacíficos y tímidos y tratan de evitar al resto de casas, viviendo alejados del resto de asentamientos. Frecuentemente sus asentamientos son atacados por bandas y los que sobreviven suelen intentar vengarse, otros pieles rata por curiosidad se ven atraídos por el submundo y se corrompen siendo desterrados por el resto de los pieles rata y acaban uniéndose a bandas de renegados. Viven en el submundo.
- Carroñeros. Son humanos a los que el ambiente tóxico existente ha deformado y mutado horriblemente de manera que ya no pueden vivir con el resto de los hombres. Sus pieles suelen tomar un color amarillento, su cuerpo está cubierto de heridas, verrugas, ampollas y van tapados con harapos. Sobreviven en grupos familiares donde intentan imponer su número procreando lo más posible. Aunque su número puede llegar a ser importante, intentan mantenerse alejados de las gentes utilizando preferiblemente tácticas mafiosas a base de imponer impuestos y peajes frente a otras tácticas agresivas. Viven en las zonas más profundas y tóxicas del submundo.
- Depredadores de la cúspide. Hijos de las casas nobles que viven en la cúspide de la colmena. Llegan al submundo enviados por el patriarca de la casa noble para probar al resto que son capaces de valerse por sí mismos y de enfrentarse a los mayores peligros, tienen siempre alguna misión en particular (sobrevivir un tiempo, matar a un número determinado de pandilleros, etc.). Llevan un equipamiento muy avanzado tecnológicamente con armas y armaduras traídas de otros planetas. Los que consiguen volver son aceptados en la élite pudiendo llegar a ser algún día ellos mismos patriarcas, aunque muchos volverán a poner su vida en peligro retornando al submundo deseosos de experimentar otra vez esa sensación de adrenalina. Viven en la cúspide.
- Redencionistas. Son un culto basado levemente en el credo imperial que sostiene que la humanidad está dirigida y guiada por el Emperador, pero llevado al extremo y añadiendo muchas normas como la prohibición del consumo de drogas y alcohol, deber de autoflagelarse, oración diaria y ocultación del rostro. Su objetivo es alcanzar la redención mediante la eliminación de los pecados, sobre todo abominaciones, brujería y herejía, y la mejor manera de eliminar estos pecados es mediante la muerte de los corrompidos por ellos, y si es posible mediante el fuego. Su culto es amparado por la Casa Cawdor quienes han tomado esta religión como suya, aunque este sentimiento no es mutuo, pues los Redencionistas consideran corrompidos a todas las casas que viven en la ciudad colmena. Viven en el submundo.